# Septembre 1793

## Événements

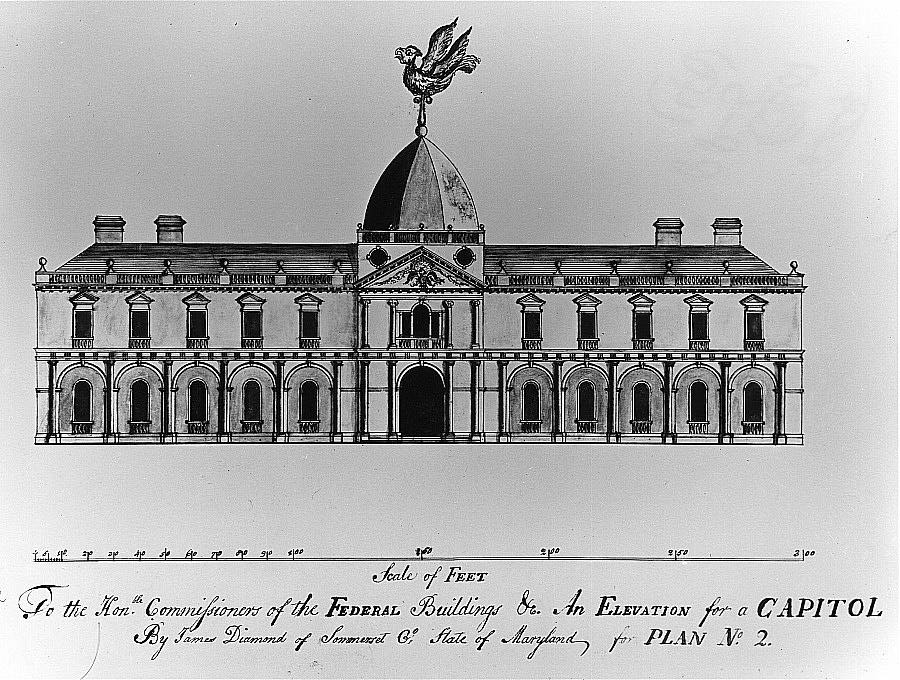
Projet de James Diamond pour le Capitole de Washington en 1792

- Septembre à décembre : siège de Toulon.

- 2 - 3 septembre, France : complot de l'œillet.

- 3 septembre : la Comédie-Française est fermée par ordre du Comité de salut public, et les comédiens sont emprisonnés. Une commission militaire y siège pour condamner une insurrection royaliste en 1795.
  - Capitulation de la grande Anse. Les colons de Saint-Domingue s'allient aux Britanniques pour leur livrer la colonie[1].
  - France : la Comédie-Française est fermée et tous les membres de la troupe emprisonnés.

- 5 septembre, France :
  - Les sans-culottes assiègent la Convention et réclament une armée révolutionnaire et que Terreur soit mise à l'ordre du jour. La Convention leur accorde l'armée révolutionnaire mais la Terreur n'est pas mise à l'ordre du jour. Barère et Robespierre ont évité sa mise à l'ordre du jour.
  - Bataille de Chantonnay.
  - Jacques Roux, meneur des enragés, qui réclamait que la Terreur soit instaurée, est mis en prison.

- 8 septembre, France : la bataille d'Hondschoote oppose les troupes françaises aux troupes britanniques et autrichiennes.

- 9 septembre, France : entrée d'autres députés au Comité de salut public qui est alors constitué de : Robespierre, Saint-Just, Couthon, Hérault de Séchelles, André Jeanbon Saint André, Barère, Lindet, Prieur de la Côte d'Or, Carnot, Prieur de la Marne, Billaud-Varenne, Collot d'Herbois.

- 10 septembre, France :
  - combat de Lannion.
  - Combat de Pontrieux.
  - Troisième bataille de Port-Saint-Père.

- 11 septembre, France : maximum national des grains et farine.

- 13 septembre, France : bataille de Menin.

- 14 septembre :
  - George Macartney, à la tête d'une mission diplomatique du Royaume-Uni en Chine, est reçu par l'empereur Qianlong[2]. La tentative britannique d'établir des relations diplomatiques avec la Chine échoue.
  - Deuxième bataille de Thouars.

- 15 septembre : décret de suppression des universités en France[3].

- 16 septembre :
  - Napoléon Bonaparte est affecté au siège de Toulon.
  - Première bataille de Montaigu

- 17 septembre, France :
  - vote de la Loi des suspects.
  - Bataille de Peyrestortes.

- 18 septembre : le président George Washington pose la première pierre du Capitole des États-Unis habillé en costume maçonnique[4],[5].

- 19 septembre, France :
  - bataille de Tiffauges.
  - Deuxième bataille de Coron.
  - Bataille de Torfou.

- 20 septembre : bataille du Pont-Barré.

- 21 septembre : deuxième bataille de Montaigu

- 22 septembre :
  - bataille de Trouillas[6].
  - Bataille du Pallet.
  - Bataille de Saint-Fulgent.

- 26 septembre : combat du Bourgneuf-la-Forêt

- 28 septembre : bataille de Méribel[7].

- 28 et 29 septembre, France : première bataille de Noirmoutier.

- 29 septembre, France : institution du maximum général des denrées et salaires.

- 30 au 16 octobre : siège de Maubeuge.

## Décès
- Marc Antoine Louis Claret de La Tourrette (né en 1729), botaniste français.

- 11 septembre : Nicolaas Laurens Burman (né en 1734), botaniste néerlandais.
- 26 septembre : Pierre Bulliard, botaniste français guillotiné sur ordre du tribunal révolutionnaire(° vers 1742).
- 29 septembre : Pierre Bulliard (né en 1752), botaniste français.